# Aldeia do Souto
Aldeia do Souto ist ein portugiesischer Ort und eine ehemalige Gemeinde (Freguesia) im Kreis (Concelho) von Covilhã. Die 7,6 Quadratkilometer große Gemeinde hat 237 Einwohner (Stand 30. Juni 2011). Dies entspricht einer Bevölkerungsdichte von 31,2 Einwohnern/km².
Am 29. September 2013 wurden die Gemeinden Aldeia do Souto und Vale Formoso zur neuen Gemeinde União das Freguesias de Vale Formoso e Aldeia do Souto zusammengeschlossen.

## Geschichte
Funde belegen eine römische Präsenz im Gemeindegebiet, doch sind kaum bedeutende Spuren erhalten geblieben. Von 1835 bis 1855 gehörte die Gemeinde zum Kreis Valhelhas, um seither dem Kreis von Covilhã zugeordnet zu sein.

## Kultur und Sehenswürdigkeiten
Unter den Baudenkmälern der Gemeinde sind die Grundschule und verschiedene Brunnenanlagen und Sakralbauten, darunter die vor 1758 errichtete Gemeindekirche Igreja Paroquial de Aldeia do Souto (auch Igreja de São João).

## Persönlichkeiten
- José dos Santos Garcia SMP (1913–2010), römisch-katholischer Ordensgeistlicher und Bischof von Porto Amélia in Mosambik.